# Лиманова
Лимано̀ва (на полски: Limanowa) е град в Южна Полша, Малополско войводство. Административен център е на Лимановски окръг. Обособен е в самостоятелна градска община с площ 18,70 км2.

## Население
Според данни от полската Централна статистическа служба, към 1 януари 2014 г. населението на града възлиза на 15 133 души. Гъстотата е 809 души/км2.

## Личности

### Родени в града
- Анджей Йеж, римокатолически духовник, тарновски епископ